# サイオー
株式会社サイオーは、埼玉県さいたま市浦和区に本社を置く、総合ビル管理業を扱う企業。ISO9001、ISO14001、ISMSを取得している。

## 概要
ビルやマンションなどの施設建物の総合管理を扱っており、舞台運営や警備事業も請け負っている。さいたまスーパーアリーナの舞台運営実績もある。毎年戸田橋花火大会に協賛している。

## 沿革
- 1970年（昭和45年）3月 - 会社設立。

## 本社所在地
本社
- 本社 - 埼玉県さいたま市浦和区岸町7-12-4

支店
- 戸田本店 - 埼玉県戸田市上戸田4丁目3番4号
- 東京支店 - 東京都渋谷区宇田川町2番1
- 神奈川支店 - 神奈川県藤沢市鵠沼石上2丁目4番地11号 第二錫駒ビル104号
- 千葉支店 - 千葉県千葉市花見川区南花園2-5-8
- 栃木支店 - 栃木県宇都宮市ゆいの杜6-23-3